# Amanda Gutiérrez
Amanda Gutiérrez Padrón (Caracas, Venezuela, 28 de marzo de 1955) es una reconocida actriz venezolana de televisión y teatro. Ha participado en telenovelas de RCTV, Venevisión y Venezolana de Televisión.

## Carrera
La carrera artística de Amanda comenzó por simple casualidad. Un día acompañó a una amiga a una audición de teatro con Jorge Palacios y cuando él la vio le propuso que hiciera la prueba. Ella aceptó y una vez que finalizó su demostración, la contrató inmediatamente para que se montara en las tablas del Teatro Chacaíto. 
Realizó talleres de actuación con José Ignacio Cabrujas y Enrique Porte, también cursó estudios de actuación en la Escuela Superior de Arte Dramático en Madrid, España.
Durante una de sus presentaciones en el teatro, fue vista por Luis Guillermo González de RCTV, quien la llamó para participar en una serie juvenil cómica llamada A millón muchachos, siendo su primera experiencia en televisión, la cual le abrió las puertas del mundo de los dramáticos,.
Su carrera tomó impulso cuando ingresa a Venezolana de Televisión en 1977, donde participa en telenovelas como Ifigenia, y en los ochenta demostraba sus cualidades en La Sultana, laborando hasta 1985 tras haber finalizado su último éxito, La Dueña, la cual le otorga mayor reconocimiento en el medio.
En 1987 ingresa a la filas de Venevisión, donde obtiene exitosos protagónicos como Eva Julieta en Paraíso, o en Inés Duarte, secretaria, ambas compartiendo junto a Victor Cámara, y como coprotagonista en Pecado de amor o El país de las mujeres en los 90s. En el 2000, regresa 24 años después a RCTV para el dramático como Angélica Pecado.
Desde 2006, turna sus actuaciones entre las principales dos cadenas, donde recibe los papeles antagonistas en Los Querendones de Venevisión, o Mi prima Ciela de 2007 en RCTV, canal donde permanecería un tiempo más a pesar de su cese de transmisiones, debido a que pasaría a ser una productora audiovisual, siendo su último trabajo Piel Salvaje en 2016, emitido por Televen. Durante los siguientes años se concentraría en su faceta teatral.
Tras casi 7 años ausente de la televisión venezolana, se integra en mayo de 2023 a la producción de Hispanomedios en conjunto con Venevisión, Dramáticas.

## Filmografía

### Telenovelas
| Año       | Título                   | Cadena Televisiva | Personaje                                 |
| --------- | ------------------------ | ----------------- | ----------------------------------------- |
| 2023      | Dramáticas               | Hispanomedios/    | Inés Duarte                               |
| 2016      | Piel salvaje             | RCTV Producciones | Elda de Salamanqués                       |
| 2012      | Mi ex me tiene ganas     | Venevisión        | Dolores de La Roca                        |
| 2011      | Que el cielo me explique | RCTV Producciones | La Jefa de Terapia                        |
| 2009      | Calle Luna, Calle Sol    | RCTV Producciones | Cecilia García Vda. de Mastronardi        |
| 2007      | Mi prima Ciela           | RCTV Producciones | Ileana Ávila                              |
| 2006      | Los Querendones          | Venevisión        | Piedad Ruíz de Quintero                   |
| 2004      | ¡Qué buena se puso Lola! | RCTV              | Casta Avellaneda                          |
| 2002-2003 | Trapos íntimos           | RCTV              | Federica Ruíz Vda. de Andueza             |
| 2001-2002 | A calzón quita'o         | RCTV              | Carmen Elena Vda. de Ramírez              |
| 2000-2001 | Angélica Pecado          | RCTV              | Natalia "Natty" Del Ávila Vda. de Córdoba |
| 1999-2000 | Toda Mujer               | Venevisión        | Graciela Castillo de Bustamante           |
| 1999      | El país de las mujeres   | Venevisión        | Natalia Gómez                             |
| 1995-1997 | Pecado de amor           | Venevisión        | Consuelo Sánchez                          |
| 1990-1991 | Inés Duarte, secretaria  | Venevisión        | Inés Duarte                               |
| 1989-1990 | Paraíso                  | Venevisión        | Eva Julieta                               |
| 1987-1988 | Y la luna también        | Venevisión        | Elena Anselmi                             |
| 1984-1985 | La dueña                 | VTV               | Adriana Rigores / Jimena                  |
| 1984      | La mujer sin rostro      | VTV               | Corintia Trenard                          |
| 1983      | La dama de las camelias  | VTV               | Miniserie                                 |
| 1983      | Resaca                   | VTV               |                                           |
| 1982      | Rosa de la calle         | VTV               | Rosa Barrios                              |
| 1982      | Penélope                 | VTV               | Penélope. Miniserie                       |
| 1981      | 1810                     | VTV               |                                           |
| 1981      | J.B. Holmes              | VTV               |                                           |
| 1980      | María de los Ángeles     | VTV               | María de los Ángeles                      |
| 1980      | La Sultana               | VTV               | María Virginia Boscán                     |
| 1979      | Ifigenia                 | VTV               | María Eugenia Alonso                      |
| 1979      | La Elegida               | VTV               |                                           |
| 1978      | Amada Mía                | VTV               |                                           |
| 1977      | Mariela                  | VTV               | Mariela                                   |
| 1977      | Corazón Rebelde          | VTV               |                                           |
| 1976      | Carolina                 | RCTV              | Yajaira                                   |
| 1976      | Sabrina                  | RCTV              |                                           |
| 1976      | A millón, muchachos      | RCTV              | Miniserie                                 |

### Películas
| Año  | Título                | Nota           |
| ---- | --------------------- | -------------- |
| 1977 | Pesadilla de terror   | Película de TV |
| 1994 | Pasión salvaje        | Película de TV |
| 1998 | Rizo                  | Mimi Cordero   |
| 2003 | La señora de Cárdenas | Película de TV |
| 2008 | Pensión Amalia        |                |

1995 -     Maria de San Jose. La elegida de dios   (Película de TV)   https://www.rctvinternational.com/producto/maria-de-san-jose/

## Teatro
- Uno más y la cuenta
- Lorca, alma presente
- Las invisibles
- Monólogos de la vagina
- A 2,50 la Cuba Libre
- Venezolanos Desesperados

## Animación
- Vibra Conmigo